# Ridderorden en onderscheidingen in Saksen-Meiningen
Het hertogdom Saksen-Meiningen was een van de Saksische hertogdommen die door leden van de Ernestinische linie van het Huis Wettin werden bestuurd. Het latere koninkrijk Saksen viel in de erfscheiding van 1485 aan de Albertinische linie van datzelfde vorstengesclacht toe. Saksen-Meiningen was tot 1918 een hertogdom en werd na de val van de monarchieën in Duitsland kortstondig een vrijstaat binnen de Duitse republiek. In 1920 ging Saksen-Meiningen samen met Saksen-Weimar, Schwarzburg-Sondershausen en de beide vorstendommen van het geslacht Reuß deel uitmaken van de nieuwe Vrijstaat Thüringen. Het ernestinische hertogdom Saksen-Coburg en Gotha ging een andere weg en werd deel van Beieren.
De Ernestinische vorsten bezaten gezamenlijk een ridderorde, deze Hertogelijk Saksisch-Ernestinische Huisorde (Duits: Herzöglich Sachsen-Ernestinischer Hausorden) werd in 1833 ingesteld en bestond in ieder geval tot 1935. De door de hertog van Saksen-Meiningen verleenden kruisen bezitten op de bovenste kruisarm de initiaal "B". De versierselen werden aan ingezetenen mét en aan vreemdelingen zonder een brede groen geëmailleerde lauwerkrans rond het medaillon uitgereikt. De orde droeg de naam "Huisorde" maar werd ook als moderne orde van verdienste gebruikt.
In 1935 verbood Adolf Hitler Duitsers om de orden van de voormalige Duitse vorsten en vorstenhuizen aan te nemen. Deze beslissing wordt in de literatuur als het einde van de Saksisch-Ernestinische Huisorde beschouwd maar de orde werd net als de andere orden die het bezit van de vorsten en hun opvolgers zijn niet formeel opgeheven. In de Bondsrepubliek geldt het nazi-verbod niet en de Ernestijnse Saksische prinsen dragen op recente foto's het purperen lint met de blauwe bies. 
- De Saksisch-Ernestinische Huisorde 1833 - 1935
- De Orde van Verdienste voor Vrouwen en Maagden 1915 - 1918
- De Orde van Verdienste voor Kunst en Wetenschap 1870 - 1918

Overige onderscheidingen
- Het Ereteken voor Verdienste in Oorlogstijd 1915 - 1920
- De Medaille voor Verdienste in Oorlogstijd 1915 - 1920
- De Medaille voor het Redden van Mensenlevens tot 1918
- Het Kruis Dienstonderscheiding voor 25 Jaar Dienst als Officier 1852 - 1867
- De Dienstonderscheiding voor 24 Jaar Dienst als Onderofficier of Soldaat 1852 - 1867, (een "Schnalle")
- De Dienstonderscheiding voor 16 Jaar Dienst als Onderofficier of Soldaat 1852 - 1867, (een "Schnalle")
- De Dienstonderscheiding voor 8 Jaar Dienst als Onderofficier of Soldaat 1852 - 1867, (een "Schnalle")

- De Dienstonderscheiding voor 21 Jaar Dienst als Onderofficier of Soldaat 1866 - 1888, (een "Schnalle")
- De Dienstonderscheiding voor 15 Jaar Dienst als Onderofficier of Soldaat 1866 - 1888, (een "Schnalle")
- De Dienstonderscheiding voor 9 Jaar Dienst als Onderofficier of Soldaat 1866 - 1888, (een "Schnalle")

- De Dienstonderscheiding voor 21 Jaar Dienst als Onderofficieren en het Veldjagercorps, 1888 - 1913 (een "Schnalle")
- De Dienstonderscheiding voor 15 Jaar Dienst als Onderofficieren en het Veldjagercorps, 1888 - 1913 (een "Schnalle")
- De Dienstonderscheiding voor 9 Jaar Dienst als Onderofficieren en het Veldjagercorps, 1888 - 1913 (een "Schnalle")

In 1913 kwam in de drie Ernestijnse hertogdommen een einde aan de eigen dienstonderscheidingen. De hertogen van Saksen-Altenburg, Saksen-Coburg en Gotha en Saksen-Meiningen stichtten als vervanging van de verschillende "Schnallen" een nieuwe onderscheiding in de vorm van een kruis dat sterk leek op de dienstonderscheiding van Pruisen. Voor onderofficieren en manschappen uit de drie hertogdommen was een nieuwe medaille voorzien. Hun onderdanen dienden in Pruisische regimenten en in de Keizerlijke Marine.
- De gemeenschappelijke Dienstonderscheiding voor Onderofficieren en Manschappen alsook het Gendarmenkorps. 1913-1918